# Tour dels Alps 2019
El Tour dels Alps 2019 va ser la 43a edició del Tour dels Alps. La cursa es disputà entre el 22 i el 26 d'abril de 2019, amb un recorregut de 	711,7 km, repartits entre cinc etapes per carreteres d'Àustria i Itàlia. La cursa forma part de l'UCI Europa Tour 2019 amb una categoria 2.HC.
El vencedor final fou el rus Pàvel Sivakov (Team Sky), que s'imposà per 27 segons al seu company d'equip Tao Geoghegan Hart i per 33 a l'italià Vincenzo Nibali (Bahrain-Merida). En les classificacions secundàries Sergio Samitier (Euskadi-Murias) s'imposà en la muntanya, Matthias Krizek (Felbermayr Simplon Wels) en els esprints, el líder Sivakov en la dels joves i el seu equip, l'Sky, en la classificació per equips.

## Equips
20 equips van prendre la sortida en aquesta edició:
| WorldTeams (5)- AG2R La Mondiale - Astana - Bahrain-Merida - Bora-hansgrohe - Sky Equips continentals professionals (9)- Androni Giocattoli-Sidermec - Bardiani CSF - Caja Rural-Seguros RGA - Euskadi Basque Country-Murias - Nippo Vini Fantini Faizanè - Gazprom-RusVelo - Manzana Postobón - Neri Sottoli-Selle Italia-KTM - Arkéa-Samsic Equips continentals (5)- Tirol KTM Cycling Team - Team Vorarlberg-Santic - Team Colpack - Giotti Victoria-Palomar - Felbermayr Simplon Wels Equip nacional- Itàlia |
| |

## Etapes
| Etapa    | Data      | Ciutats d'etapa                            | type                    | Distància (km) | Vencedor de l'etapa | Líder de la general |
| -------- | --------- | ------------------------------------------ | ----------------------- | -------------- | ------------------- | ------------------- |
| 1a etapa | 22 de abr | Kufstein – Kufstein                        | etapa accidentada       | 144            | Tao Geoghegan Hart  | Tao Geoghegan Hart  |
| 2a etapa | 23 de abr | Reith im Alpbachtal – Schenna              | etapa de mitja muntanya | 178,7          | Pàvel Sivakov       | Pàvel Sivakov       |
| 3a etapa | 24 de abr | Salurn an der Weinstraße – Baselga di Pinè | etapa accidentada       | 106,3          | Fausto Masnada      | Pàvel Sivakov       |
| 4a etapa | 25 de abr | Baselga di Pinè – Cles                     | etapa de muntanya       | 134            | Tao Geoghegan Hart  | Pàvel Sivakov       |
| 5a etapa | 26 de abr | Kaltern an der Weinstraße – Bozen          | etapa de muntanya       | 148,7          | Fausto Masnada      | Pàvel Sivakov       |

### Etapa 1
| \| Classificació de l'etapa \| Classificació de l'etapa \| Classificació de l'etapa \| Classificació de l'etapa \| Classificació de l'etapa \| \| Corredor \| Corredor \| Equip \| Temps \| \| \| ------------------------ \| ----------------------------- \| ----------------------------- \| ------------------------ \| ------------------------ \| \| 1r \| Tao Geoghegan Hart \| Team Sky \| 3h 30' 48" \| \| \| 2n \| Alexander Aranburu Deba \| Caja Rural-Seguros RGA \| + 0" \| \| \| 3r \| Roland Thalmann \| Team Vorarlberg-Santic \| + 0" \| \| \| 4t \| Peio Bilbao López de Armentia \| Astana \| + 0" \| \| \| 5è \| Nikita Stalnow \| Astana \| + 0" \| \| \| 6è \| Christopher Froome \| Team Sky \| + 0" \| \| \| 7è \| Aleksandr Vlàssov \| Gazprom-RusVelo \| + 0" \| \| \| 8è \| Rafał Majka \| Bora-Hansgrohe \| + 0" \| \| \| 9è \| Giovanni Carboni \| Bardiani CSF \| + 0" \| \| \| 10è \| Dayer Quintana Rojas \| Neri Sottoli-Selle Italia-KTM \| + 0" \| \| |                               |                               |            |
| |                               |                               |            |
| Font: ProCyclingStats |                               |                               |            |
| Classificació de l'etapa |                               |                               |            |
| Corredor | Corredor                      | Equip                         | Temps      |
| 1r | Tao Geoghegan Hart            | Team Sky                      | 3h 30' 48" |
| 2n | Alexander Aranburu Deba       | Caja Rural-Seguros RGA        | + 0"       |
| 3r | Roland Thalmann               | Team Vorarlberg-Santic        | + 0"       |
| 4t | Peio Bilbao López de Armentia | Astana                        | + 0"       |
| 5è | Nikita Stalnow                | Astana                        | + 0"       |
| 6è | Christopher Froome            | Team Sky                      | + 0"       |
| 7è | Aleksandr Vlàssov             | Gazprom-RusVelo               | + 0"       |
| 8è | Rafał Majka                   | Bora-Hansgrohe                | + 0"       |
| 9è | Giovanni Carboni              | Bardiani CSF                  | + 0"       |
| 10è | Dayer Quintana Rojas          | Neri Sottoli-Selle Italia-KTM | + 0"       |

| \| Classificació general \| Classificació general \| Classificació general \| Classificació general \| Classificació general \| \| Corredor \| Corredor \| Equip \| Temps \| \| \| --------------------- \| ----------------------------- \| ----------------------------- \| --------------------- \| --------------------- \| \| 1r \| Tao Geoghegan Hart \| Team Sky \| 3h 30' 38" \| \| \| 2n \| Alexander Aranburu Deba \| Caja Rural-Seguros RGA \| + 4" \| \| \| 3r \| Roland Thalmann \| Team Vorarlberg-Santic \| + 6" \| \| \| 4t \| Peio Bilbao López de Armentia \| Astana \| + 10" \| \| \| 5è \| Nikita Stalnow \| Astana \| + 10" \| \| \| 6è \| Christopher Froome \| Team Sky \| + 10" \| \| \| 7è \| Aleksandr Vlàssov \| Gazprom-RusVelo \| + 10" \| \| \| 8è \| Rafał Majka \| Bora-Hansgrohe \| + 10" \| \| \| 9è \| Giovanni Carboni \| Bardiani CSF \| + 10" \| \| \| 10è \| Dayer Quintana Rojas \| Neri Sottoli-Selle Italia-KTM \| + 10" \| \| |                               |                               |            |
| |                               |                               |            |
| Font: ProCyclingStats |                               |                               |            |
| Classificació general |                               |                               |            |
| Corredor | Corredor                      | Equip                         | Temps      |
| 1r | Tao Geoghegan Hart            | Team Sky                      | 3h 30' 38" |
| 2n | Alexander Aranburu Deba       | Caja Rural-Seguros RGA        | + 4"       |
| 3r | Roland Thalmann               | Team Vorarlberg-Santic        | + 6"       |
| 4t | Peio Bilbao López de Armentia | Astana                        | + 10"      |
| 5è | Nikita Stalnow                | Astana                        | + 10"      |
| 6è | Christopher Froome            | Team Sky                      | + 10"      |
| 7è | Aleksandr Vlàssov             | Gazprom-RusVelo               | + 10"      |
| 8è | Rafał Majka                   | Bora-Hansgrohe                | + 10"      |
| 9è | Giovanni Carboni              | Bardiani CSF                  | + 10"      |
| 10è | Dayer Quintana Rojas          | Neri Sottoli-Selle Italia-KTM | + 10"      |

### Etapa 2
| \| Classificació de l'etapa \| Classificació de l'etapa \| Classificació de l'etapa \| Classificació de l'etapa \| Classificació de l'etapa \| \| Corredor \| Corredor \| Equip \| Temps \| \| \| ------------------------ \| ----------------------------- \| --------------------------- \| ------------------------ \| ------------------------ \| \| 1r \| Pàvel Sivakov \| Team Sky \| 4h 58' 17" \| \| \| 2n \| Jan Hirt \| Astana \| + 4" \| \| \| 3r \| Mattia Cattaneo \| Androni Giocattoli-Sidermec \| + 17" \| \| \| 4t \| Fausto Masnada \| Androni Giocattoli-Sidermec \| + 22" \| \| \| 5è \| Hermann Pernsteiner \| Bahrain-Merida \| + 29" \| \| \| 6è \| Rafał Majka \| Bora-Hansgrohe \| + 29" \| \| \| 7è \| Vincenzo Nibali \| Bahrain-Merida \| + 29" \| \| \| 8è \| Tao Geoghegan Hart \| Team Sky \| + 43" \| \| \| 9è \| Peio Bilbao López de Armentia \| Astana \| + 43" \| \| \| 10è \| Nikita Stalnow \| Astana \| + 52" \| \| |                               |                             |            |
| |                               |                             |            |
| Font: ProCyclingStats |                               |                             |            |
| Classificació de l'etapa |                               |                             |            |
| Corredor | Corredor                      | Equip                       | Temps      |
| 1r | Pàvel Sivakov                 | Team Sky                    | 4h 58' 17" |
| 2n | Jan Hirt                      | Astana                      | + 4"       |
| 3r | Mattia Cattaneo               | Androni Giocattoli-Sidermec | + 17"      |
| 4t | Fausto Masnada                | Androni Giocattoli-Sidermec | + 22"      |
| 5è | Hermann Pernsteiner           | Bahrain-Merida              | + 29"      |
| 6è | Rafał Majka                   | Bora-Hansgrohe              | + 29"      |
| 7è | Vincenzo Nibali               | Bahrain-Merida              | + 29"      |
| 8è | Tao Geoghegan Hart            | Team Sky                    | + 43"      |
| 9è | Peio Bilbao López de Armentia | Astana                      | + 43"      |
| 10è | Nikita Stalnow                | Astana                      | + 52"      |

| \| Classificació general \| Classificació general \| Classificació general \| Classificació general \| Classificació general \| \| Corredor \| Corredor \| Equip \| Temps \| \| \| --------------------- \| ----------------------------- \| --------------------------- \| --------------------- \| --------------------- \| \| 1r \| Pàvel Sivakov \| Team Sky \| 8h 28' 55" \| \| \| 2n \| Jan Hirt \| Astana \| + 8" \| \| \| 3r \| Mattia Cattaneo \| Androni Giocattoli-Sidermec \| + 23" \| \| \| 4t \| Rafał Majka \| Bora-Hansgrohe \| + 39" \| \| \| 5è \| Hermann Pernsteiner \| Bahrain-Merida \| + 39" \| \| \| 6è \| Vincenzo Nibali \| Bahrain-Merida \| + 39" \| \| \| 7è \| Tao Geoghegan Hart \| Team Sky \| + 43" \| \| \| 8è \| Peio Bilbao López de Armentia \| Astana \| + 53" \| \| \| 9è \| Nikita Stalnow \| Astana \| + 1' 02" \| \| \| 10è \| Roland Thalmann \| Team Vorarlberg-Santic \| + 1' 08" \| \| |                               |                             |            |
| |                               |                             |            |
| Font: ProCyclingStats |                               |                             |            |
| Classificació general |                               |                             |            |
| Corredor | Corredor                      | Equip                       | Temps      |
| 1r | Pàvel Sivakov                 | Team Sky                    | 8h 28' 55" |
| 2n | Jan Hirt                      | Astana                      | + 8"       |
| 3r | Mattia Cattaneo               | Androni Giocattoli-Sidermec | + 23"      |
| 4t | Rafał Majka                   | Bora-Hansgrohe              | + 39"      |
| 5è | Hermann Pernsteiner           | Bahrain-Merida              | + 39"      |
| 6è | Vincenzo Nibali               | Bahrain-Merida              | + 39"      |
| 7è | Tao Geoghegan Hart            | Team Sky                    | + 43"      |
| 8è | Peio Bilbao López de Armentia | Astana                      | + 53"      |
| 9è | Nikita Stalnow                | Astana                      | + 1' 02"   |
| 10è | Roland Thalmann               | Team Vorarlberg-Santic      | + 1' 08"   |

### Etapa 3
| \| Classificació de l'etapa \| Classificació de l'etapa \| Classificació de l'etapa \| Classificació de l'etapa \| Classificació de l'etapa \| \| Corredor \| Corredor \| Equip \| Temps \| \| \| ------------------------ \| ------------------------ \| --------------------------- \| ------------------------ \| ------------------------ \| \| 1r \| Fausto Masnada \| Androni Giocattoli-Sidermec \| 2h 58' 08" \| \| \| 2n \| Tao Geoghegan Hart \| Team Sky \| + 5" \| \| \| 3r \| Rafał Majka \| Bora-Hansgrohe \| + 5" \| \| \| 4t \| Vincenzo Nibali \| Bahrain-Merida \| + 5" \| \| \| 5è \| Dario Cataldo \| Astana \| + 5" \| \| \| 6è \| Aleksandr Vlàssov \| Gazprom-RusVelo \| + 5" \| \| \| 7è \| Pàvel Sivakov \| Team Sky \| + 5" \| \| \| 8è \| Jan Hirt \| Astana \| + 5" \| \| \| 9è \| Roland Thalmann \| Team Vorarlberg-Santic \| + 5" \| \| \| 10è \| Mattia Cattaneo \| Androni Giocattoli-Sidermec \| + 5" \| \| |                    |                             |            |
| |                    |                             |            |
| Font: ProCyclingStats |                    |                             |            |
| Classificació de l'etapa |                    |                             |            |
| Corredor | Corredor           | Equip                       | Temps      |
| 1r | Fausto Masnada     | Androni Giocattoli-Sidermec | 2h 58' 08" |
| 2n | Tao Geoghegan Hart | Team Sky                    | + 5"       |
| 3r | Rafał Majka        | Bora-Hansgrohe              | + 5"       |
| 4t | Vincenzo Nibali    | Bahrain-Merida              | + 5"       |
| 5è | Dario Cataldo      | Astana                      | + 5"       |
| 6è | Aleksandr Vlàssov  | Gazprom-RusVelo             | + 5"       |
| 7è | Pàvel Sivakov      | Team Sky                    | + 5"       |
| 8è | Jan Hirt           | Astana                      | + 5"       |
| 9è | Roland Thalmann    | Team Vorarlberg-Santic      | + 5"       |
| 10è | Mattia Cattaneo    | Androni Giocattoli-Sidermec | + 5"       |

| \| Classificació general \| Classificació general \| Classificació general \| Classificació general \| Classificació general \| \| Corredor \| Corredor \| Equip \| Temps \| \| \| --------------------- \| --------------------- \| --------------------------- \| --------------------- \| --------------------- \| \| 1r \| Pàvel Sivakov \| Team Sky \| 11h 27' 08" \| \| \| 2n \| Jan Hirt \| Astana \| + 8" \| \| \| 3r \| Mattia Cattaneo \| Androni Giocattoli-Sidermec \| + 23" \| \| \| 4t \| Rafał Majka \| Bora-Hansgrohe \| + 35" \| \| \| 5è \| Tao Geoghegan Hart \| Team Sky \| + 37" \| \| \| 6è \| Vincenzo Nibali \| Bahrain-Merida \| + 39" \| \| \| 7è \| Hermann Pernsteiner \| Bahrain-Merida \| + 1' 01" \| \| \| 8è \| Roland Thalmann \| Team Vorarlberg-Santic \| + 1' 08" \| \| \| 9è \| Aleksandr Vlàssov \| Gazprom-RusVelo \| + 1' 24" \| \| \| 10è \| Fausto Masnada \| Androni Giocattoli-Sidermec \| + 1' 35" \| \| |                     |                             |             |
| |                     |                             |             |
| Font: ProCyclingStats |                     |                             |             |
| Classificació general |                     |                             |             |
| Corredor | Corredor            | Equip                       | Temps       |
| 1r | Pàvel Sivakov       | Team Sky                    | 11h 27' 08" |
| 2n | Jan Hirt            | Astana                      | + 8"        |
| 3r | Mattia Cattaneo     | Androni Giocattoli-Sidermec | + 23"       |
| 4t | Rafał Majka         | Bora-Hansgrohe              | + 35"       |
| 5è | Tao Geoghegan Hart  | Team Sky                    | + 37"       |
| 6è | Vincenzo Nibali     | Bahrain-Merida              | + 39"       |
| 7è | Hermann Pernsteiner | Bahrain-Merida              | + 1' 01"    |
| 8è | Roland Thalmann     | Team Vorarlberg-Santic      | + 1' 08"    |
| 9è | Aleksandr Vlàssov   | Gazprom-RusVelo             | + 1' 24"    |
| 10è | Fausto Masnada      | Androni Giocattoli-Sidermec | + 1' 35"    |

### Etapa 4
| \| Classificació de l'etapa \| Classificació de l'etapa \| Classificació de l'etapa \| Classificació de l'etapa \| Classificació de l'etapa \| \| Corredor \| Corredor \| Equip \| Temps \| \| \| ------------------------ \| ------------------------ \| ----------------------------- \| ------------------------ \| ------------------------ \| \| 1r \| Tao Geoghegan Hart \| Team Sky \| 3h 26' 32" \| \| \| 2n \| Vincenzo Nibali \| Bahrain-Merida \| + 0" \| \| \| 3r \| Rafał Majka \| Bora-Hansgrohe \| + 0" \| \| \| 4t \| Pàvel Sivakov \| Team Sky \| + 0" \| \| \| 5è \| Christopher Froome \| Team Sky \| + 40" \| \| \| 6è \| Mattia Cattaneo \| Androni Giocattoli-Sidermec \| + 40" \| \| \| 7è \| Aleksandr Vlàssov \| Gazprom-RusVelo \| + 40" \| \| \| 8è \| Hubert Dupont \| AG2R La Mondiale \| + 40" \| \| \| 9è \| Mikel Bizkarra Etxegibel \| Euskadi Basque Country-Murias \| + 40" \| \| \| 10è \| Jan Hirt \| Astana \| + 40" \| \| |                          |                               |            |
| |                          |                               |            |
| Font: ProCyclingStats |                          |                               |            |
| Classificació de l'etapa |                          |                               |            |
| Corredor | Corredor                 | Equip                         | Temps      |
| 1r | Tao Geoghegan Hart       | Team Sky                      | 3h 26' 32" |
| 2n | Vincenzo Nibali          | Bahrain-Merida                | + 0"       |
| 3r | Rafał Majka              | Bora-Hansgrohe                | + 0"       |
| 4t | Pàvel Sivakov            | Team Sky                      | + 0"       |
| 5è | Christopher Froome       | Team Sky                      | + 40"      |
| 6è | Mattia Cattaneo          | Androni Giocattoli-Sidermec   | + 40"      |
| 7è | Aleksandr Vlàssov        | Gazprom-RusVelo               | + 40"      |
| 8è | Hubert Dupont            | AG2R La Mondiale              | + 40"      |
| 9è | Mikel Bizkarra Etxegibel | Euskadi Basque Country-Murias | + 40"      |
| 10è | Jan Hirt                 | Astana                        | + 40"      |

| \| Classificació general \| Classificació general \| Classificació general \| Classificació general \| Classificació general \| \| Corredor \| Corredor \| Equip \| Temps \| \| \| --------------------- \| ----------------------------- \| --------------------------- \| --------------------- \| --------------------- \| \| 1r \| Pàvel Sivakov \| Team Sky \| 14h 53' 40" \| \| \| 2n \| Tao Geoghegan Hart \| Team Sky \| + 27" \| \| \| 3r \| Rafał Majka \| Bora-Hansgrohe \| + 31" \| \| \| 4t \| Vincenzo Nibali \| Bahrain-Merida \| + 33" \| \| \| 5è \| Jan Hirt \| Astana \| + 48" \| \| \| 6è \| Mattia Cattaneo \| Androni Giocattoli-Sidermec \| + 1' 03" \| \| \| 7è \| Aleksandr Vlàssov \| Gazprom-RusVelo \| + 2' 04" \| \| \| 8è \| Giovanni Carboni \| Bardiani CSF \| + 2' 30" \| \| \| 9è \| Christopher Froome \| Team Sky \| + 2' 34" \| \| \| 10è \| Peio Bilbao López de Armentia \| Astana \| + 2' 39" \| \| |                               |                             |             |
| |                               |                             |             |
| Font: ProCyclingStats |                               |                             |             |
| Classificació general |                               |                             |             |
| Corredor | Corredor                      | Equip                       | Temps       |
| 1r | Pàvel Sivakov                 | Team Sky                    | 14h 53' 40" |
| 2n | Tao Geoghegan Hart            | Team Sky                    | + 27"       |
| 3r | Rafał Majka                   | Bora-Hansgrohe              | + 31"       |
| 4t | Vincenzo Nibali               | Bahrain-Merida              | + 33"       |
| 5è | Jan Hirt                      | Astana                      | + 48"       |
| 6è | Mattia Cattaneo               | Androni Giocattoli-Sidermec | + 1' 03"    |
| 7è | Aleksandr Vlàssov             | Gazprom-RusVelo             | + 2' 04"    |
| 8è | Giovanni Carboni              | Bardiani CSF                | + 2' 30"    |
| 9è | Christopher Froome            | Team Sky                    | + 2' 34"    |
| 10è | Peio Bilbao López de Armentia | Astana                      | + 2' 39"    |

### Etapa 5
| \| Classificació de l'etapa \| Classificació de l'etapa \| Classificació de l'etapa \| Classificació de l'etapa \| Classificació de l'etapa \| \| Corredor \| Corredor \| Equip \| Temps \| \| \| ------------------------ \| ------------------------ \| ----------------------------- \| ------------------------ \| ------------------------ \| \| 1r \| Fausto Masnada \| Androni Giocattoli-Sidermec \| 4h 02' 06" \| \| \| 2n \| Carlos Quintero \| Manzana Postobón \| + 7" \| \| \| 3r \| Simone Velasco \| Neri Sottoli-Selle Italia-KTM \| + 1' 31" \| \| \| 4t \| Dario Cataldo \| Astana \| + 1' 31" \| \| \| 5è \| Roland Thalmann \| Team Vorarlberg-Santic \| + 1' 33" \| \| \| 6è \| Alexis Vuillermoz \| AG2R La Mondiale \| + 2' 14" \| \| \| 7è \| Vincenzo Nibali \| Bahrain-Merida \| + 2' 14" \| \| \| 8è \| Mattia Cattaneo \| Androni Giocattoli-Sidermec \| + 2' 14" \| \| \| 9è \| Tao Geoghegan Hart \| Team Sky \| + 2' 14" \| \| \| 10è \| Pàvel Sivakov \| Team Sky \| + 2' 14" \| \| |                    |                               |            |
| |                    |                               |            |
| Font: ProCyclingStats |                    |                               |            |
| Classificació de l'etapa |                    |                               |            |
| Corredor | Corredor           | Equip                         | Temps      |
| 1r | Fausto Masnada     | Androni Giocattoli-Sidermec   | 4h 02' 06" |
| 2n | Carlos Quintero    | Manzana Postobón              | + 7"       |
| 3r | Simone Velasco     | Neri Sottoli-Selle Italia-KTM | + 1' 31"   |
| 4t | Dario Cataldo      | Astana                        | + 1' 31"   |
| 5è | Roland Thalmann    | Team Vorarlberg-Santic        | + 1' 33"   |
| 6è | Alexis Vuillermoz  | AG2R La Mondiale              | + 2' 14"   |
| 7è | Vincenzo Nibali    | Bahrain-Merida                | + 2' 14"   |
| 8è | Mattia Cattaneo    | Androni Giocattoli-Sidermec   | + 2' 14"   |
| 9è | Tao Geoghegan Hart | Team Sky                      | + 2' 14"   |
| 10è | Pàvel Sivakov      | Team Sky                      | + 2' 14"   |

## Classificacions finals

### Classificació final
| \| Classificació general \| Classificació general \| Classificació general \| Classificació general \| Classificació general \| \| Corredor \| Corredor \| Equip \| Temps \| \| \| --------------------- \| --------------------- \| --------------------------- \| --------------------- \| --------------------- \| \| 1r \| Pàvel Sivakov \| Team Sky \| 18h 58' 00" \| \| \| 2n \| Tao Geoghegan Hart \| Team Sky \| + 27" \| \| \| 3r \| Vincenzo Nibali \| Bahrain-Merida \| + 33" \| \| \| 4t \| Mattia Cattaneo \| Androni Giocattoli-Sidermec \| + 1' 03" \| \| \| 5è \| Fausto Masnada \| Androni Giocattoli-Sidermec \| + 1' 13" \| \| \| 6è \| Rafał Majka \| Bora-Hansgrohe \| + 1' 46" \| \| \| 7è \| Jan Hirt \| Astana \| + 2' 03" \| \| \| 8è \| Dario Cataldo \| Astana \| + 2' 58" \| \| \| 9è \| Roland Thalmann \| Team Vorarlberg-Santic \| + 3' 14" \| \| \| 10è \| Aleksandr Vlàssov \| Gazprom-RusVelo \| + 4' 27" \| \| |                    |                             |             |
| |                    |                             |             |
| Font: ProCyclingStats |                    |                             |             |
| Classificació general |                    |                             |             |
| Corredor | Corredor           | Equip                       | Temps       |
| 1r | Pàvel Sivakov      | Team Sky                    | 18h 58' 00" |
| 2n | Tao Geoghegan Hart | Team Sky                    | + 27"       |
| 3r | Vincenzo Nibali    | Bahrain-Merida              | + 33"       |
| 4t | Mattia Cattaneo    | Androni Giocattoli-Sidermec | + 1' 03"    |
| 5è | Fausto Masnada     | Androni Giocattoli-Sidermec | + 1' 13"    |
| 6è | Rafał Majka        | Bora-Hansgrohe              | + 1' 46"    |
| 7è | Jan Hirt           | Astana                      | + 2' 03"    |
| 8è | Dario Cataldo      | Astana                      | + 2' 58"    |
| 9è | Roland Thalmann    | Team Vorarlberg-Santic      | + 3' 14"    |
| 10è | Aleksandr Vlàssov  | Gazprom-RusVelo             | + 4' 27"    |

### Classificacions secundàries
| Classificació de la muntanya | Classificació de la muntanya | Classificació de la muntanya  | Classificació de la muntanya | Classificació de la muntanya |
| Corredor                     | Corredor                     | Equip                         | Punts                        |                              |
| ---------------------------- | ---------------------------- | ----------------------------- | ---------------------------- | ---------------------------- |
| 1r                           | Sergio Samitier              | Euskadi Basque Country-Murias | 23 pts                       |                              |
| 2n                           | Carlos Quintero              | Manzana Postobón              | 21 pts                       |                              |
| 3r                           | Emil Dima                    | Giotti Victoria-Palomar       | 9 pts                        |                              |
| 4t                           | Simone Velasco               | Neri Sottoli-Selle Italia-KTM | 9 pts                        |                              |
| 5è                           | Rafał Majka                  | Bora-Hansgrohe                | 8 pts                        |                              |
| 6è                           | Fausto Masnada               | Androni Giocattoli-Sidermec   | 8 pts                        |                              |
| 7è                           | Aldemar Reyes Ortega         | Manzana Postobón              | 6 pts                        |                              |
| 8è                           | Matthias Krizek              | Felbermayr Simplon Wels       | 6 pts                        |                              |
| 9è                           | Pàvel Sivakov                | Team Sky                      | 4 pts                        |                              |
| 10è                          | Dario Cataldo                | Astana                        | 4 pts                        |                              |

| Classificació de la muntanya | Classificació de la muntanya | Classificació de la muntanya  | Classificació de la muntanya | Classificació de la muntanya |
| Corredor                     | Corredor                     | Equip                         | Punts                        |                              |
| ---------------------------- | ---------------------------- | ----------------------------- | ---------------------------- | ---------------------------- |
| 1r                           | Sergio Samitier              | Euskadi Basque Country-Murias | 23 pts                       |                              |
| 2n                           | Carlos Quintero              | Manzana Postobón              | 21 pts                       |                              |
| 3r                           | Emil Dima                    | Giotti Victoria-Palomar       | 9 pts                        |                              |
| 4t                           | Simone Velasco               | Neri Sottoli-Selle Italia-KTM | 9 pts                        |                              |
| 5è                           | Rafał Majka                  | Bora-Hansgrohe                | 8 pts                        |                              |
| 6è                           | Fausto Masnada               | Androni Giocattoli-Sidermec   | 8 pts                        |                              |
| 7è                           | Aldemar Reyes Ortega         | Manzana Postobón              | 6 pts                        |                              |
| 8è                           | Matthias Krizek              | Felbermayr Simplon Wels       | 6 pts                        |                              |
| 9è                           | Pàvel Sivakov                | Team Sky                      | 4 pts                        |                              |
| 10è                          | Dario Cataldo                | Astana                        | 4 pts                        |                              |

| Classificació dels esprints | Classificació dels esprints | Classificació dels esprints | Classificació dels esprints | Classificació dels esprints |
| Corredor                    | Corredor                    | Equip                       | Punts                       |                             |
| --------------------------- | --------------------------- | --------------------------- | --------------------------- | --------------------------- |
| 1r                          | Matthias Krizek             | Felbermayr Simplon Wels     | 12 pts                      |                             |
| 2n                          | Maximilian Kuen             | Team Vorarlberg-Santic      | 12 pts                      |                             |
| 3r                          | Roland Thalmann             | Team Vorarlberg-Santic      | 6 pts                       |                             |
| 4t                          | Michele Corradini           | Itàlia                      | 6 pts                       |                             |
| 5è                          | Tobias Bayer                | Tirol KTM Cycling Team      | 6 pts                       |                             |
| 6è                          | François Bidard             | AG2R La Mondiale            | 2 pts                       |                             |
| 7è                          | Mario Gamper                | Tirol KTM Cycling Team      | 2 pts                       |                             |

| Classificació dels esprints | Classificació dels esprints | Classificació dels esprints | Classificació dels esprints | Classificació dels esprints |
| Corredor                    | Corredor                    | Equip                       | Punts                       |                             |
| --------------------------- | --------------------------- | --------------------------- | --------------------------- | --------------------------- |
| 1r                          | Matthias Krizek             | Felbermayr Simplon Wels     | 12 pts                      |                             |
| 2n                          | Maximilian Kuen             | Team Vorarlberg-Santic      | 12 pts                      |                             |
| 3r                          | Roland Thalmann             | Team Vorarlberg-Santic      | 6 pts                       |                             |
| 4t                          | Michele Corradini           | Itàlia                      | 6 pts                       |                             |
| 5è                          | Tobias Bayer                | Tirol KTM Cycling Team      | 6 pts                       |                             |
| 6è                          | François Bidard             | AG2R La Mondiale            | 2 pts                       |                             |
| 7è                          | Mario Gamper                | Tirol KTM Cycling Team      | 2 pts                       |                             |

| Classificació del millor jove | Classificació del millor jove | Classificació del millor jove | Classificació del millor jove | Classificació del millor jove |
| Corredor                      | Corredor                      | Equip                         | Temps                         |                               |
| ----------------------------- | ----------------------------- | ----------------------------- | ----------------------------- | ----------------------------- |
| 1r                            | Pàvel Sivakov                 | Team Sky                      | 18h 58' 00"                   |                               |
| 2n                            | Aleksandr Vlàssov             | Gazprom-RusVelo               | + 4' 27"                      |                               |
| 3r                            | Miguel Flórez López           | Androni Giocattoli-Sidermec   | + 22' 47"                     |                               |
| 4t                            | Luca Covili                   | Bardiani CSF                  | + 23' 15"                     |                               |
| 5è                            | Georg Zimmermann              | Tirol KTM Cycling Team        | + 35' 53"                     |                               |
| 6è                            | Francesco Romano              | Bardiani CSF                  | + 37' 17"                     |                               |
| 7è                            | Markus Wildauer               | Tirol KTM Cycling Team        | + 39' 21"                     |                               |
| 8è                            | Jhojan García                 | Manzana Postobón              | + 40' 23"                     |                               |
| 9è                            | Benjamin Brkic                | Felbermayr Simplon Wels       | + 43' 41"                     |                               |
| 10è                           | Fernando Barceló Aragón       | Euskadi Basque Country-Murias | + 44' 05"                     |                               |

| Classificació del millor jove | Classificació del millor jove | Classificació del millor jove | Classificació del millor jove | Classificació del millor jove |
| Corredor                      | Corredor                      | Equip                         | Temps                         |                               |
| ----------------------------- | ----------------------------- | ----------------------------- | ----------------------------- | ----------------------------- |
| 1r                            | Pàvel Sivakov                 | Team Sky                      | 18h 58' 00"                   |                               |
| 2n                            | Aleksandr Vlàssov             | Gazprom-RusVelo               | + 4' 27"                      |                               |
| 3r                            | Miguel Flórez López           | Androni Giocattoli-Sidermec   | + 22' 47"                     |                               |
| 4t                            | Luca Covili                   | Bardiani CSF                  | + 23' 15"                     |                               |
| 5è                            | Georg Zimmermann              | Tirol KTM Cycling Team        | + 35' 53"                     |                               |
| 6è                            | Francesco Romano              | Bardiani CSF                  | + 37' 17"                     |                               |
| 7è                            | Markus Wildauer               | Tirol KTM Cycling Team        | + 39' 21"                     |                               |
| 8è                            | Jhojan García                 | Manzana Postobón              | + 40' 23"                     |                               |
| 9è                            | Benjamin Brkic                | Felbermayr Simplon Wels       | + 43' 41"                     |                               |
| 10è                           | Fernando Barceló Aragón       | Euskadi Basque Country-Murias | + 44' 05"                     |                               |

| Classificació per equips | Classificació per equips      | Classificació per equips | Classificació per equips |
| Equip                    | Equip                         | Temps                    |                          |
| ------------------------ | ----------------------------- | ------------------------ | ------------------------ |
| 1r                       | Sky                           | 57h 00' 00"              |                          |
| 2n                       | Astana                        | + 3' 06"                 |                          |
| 3r                       | Androni Giocattoli-Sidermec   | + 19' 27"                |                          |
| 4t                       | Bahrain-Merida                | + 22' 01"                |                          |
| 5è                       | Neri Sottoli-Selle Italia-KTM | + 34' 05"                |                          |
| 6è                       | AG2R La Mondiale              | + 37' 38"                |                          |
| 7è                       | Gazprom-RusVelo               | + 40' 30"                |                          |
| 8è                       | Euskadi Basque Country-Murias | + 41' 30"                |                          |
| 9è                       | Team Vorarlberg-Santic        | + 52' 06"                |                          |
| 10è                      | Bardiani CSF                  | + 56' 26"                |                          |

| Classificació per equips | Classificació per equips      | Classificació per equips | Classificació per equips |
| Equip                    | Equip                         | Temps                    |                          |
| ------------------------ | ----------------------------- | ------------------------ | ------------------------ |
| 1r                       | Sky                           | 57h 00' 00"              |                          |
| 2n                       | Astana                        | + 3' 06"                 |                          |
| 3r                       | Androni Giocattoli-Sidermec   | + 19' 27"                |                          |
| 4t                       | Bahrain-Merida                | + 22' 01"                |                          |
| 5è                       | Neri Sottoli-Selle Italia-KTM | + 34' 05"                |                          |
| 6è                       | AG2R La Mondiale              | + 37' 38"                |                          |
| 7è                       | Gazprom-RusVelo               | + 40' 30"                |                          |
| 8è                       | Euskadi Basque Country-Murias | + 41' 30"                |                          |
| 9è                       | Team Vorarlberg-Santic        | + 52' 06"                |                          |
| 10è                      | Bardiani CSF                  | + 56' 26"                |                          |

## Evolució de les classificacions
| Etapa                  | Vencedor               | Classificació general | Classificació de la muntanya | Classificació dels joves | Classificació dels esprints | Classificació per equips |
| ---------------------- | ---------------------- | --------------------- | ---------------------------- | ------------------------ | --------------------------- | ------------------------ |
| 1                      | Tao Geoghegan Hart     | Tao Geoghegan Hart    | Emil Dima                    | Matthias Krizek          | Aleksandr Vlàssov           | Astana                   |
| 2                      | Pavel Sivakov          | Pavel Sivakov         | Sergio Samitier              | Maximilian Kuen          | Pavel Sivakov               | Astana                   |
| 3                      | Fausto Masnada         | Pavel Sivakov         | Sergio Samitier              | Maximilian Kuen          | Pavel Sivakov               | Astana                   |
| 4                      | Tao Geoghegan Hart     | Pavel Sivakov         | Sergio Samitier              | Matthias Krizek          | Pavel Sivakov               | Sky                      |
| 5                      | Fausto Masnada         | Pavel Sivakov         | Sergio Samitier              | Matthias Krizek          | Pavel Sivakov               | Sky                      |
| Classificacions finals | Classificacions finals | Pavel Sivakov         | Sergio Samitier              | Matthias Krizek          | Pavel Sivakov               | Sky                      |